# Linda Mertens
Linda Mertens (Wilrijk, 20 juli 1978) is de lead-zangeres van de Vlaamse dancegroep Milk Inc.

## Levensloop
Mertens volgde tijdens haar middelbareschooltijd kunstsecundair onderwijs. Na haar afstuderen, volgde ze een opleiding tot kapper. Net voor ze zich bij Milk Inc. voegde, werkte ze als kapster in een salon. Hierna volgde ze een cursus assistente in de psychologie aan de Lessius Hogeschool te Antwerpen, die ze niet afmaakte omdat haar drukke werkschema met Milk Inc. het moeilijk maakte om examens af te leggen.
In november 2014 werd ze moeder van een dochter, die in april 2017 overleed.

### Zangcarrière
Mertens nam haar eerste stappen als zangeres met de groep Secret Fantasy. Hiermee brak ze nooit door. Succes volgde wel toen ze in discotheek Illusion Regi Penxten aansprak. Hij maakt de muziek voor Milk Inc. en produceert voor andere artiesten. Mertens vroeg Penxten of hij geen zangeres nodig had. Het klikte tussen hen en omdat toenmalig Milk Inc.-zangeres Ann Vervoort permanent op Ibiza ging wonen, had de groep een nieuwe zangeres nodig. Mertens deed een paar audities en eind 2000 werd ze de nieuwe zangeres van Milk Inc.
Eind 2001 bracht Mertens samen met Kate Ryan, Pascale Feront (Absolom), Maaike Moens (The Quest) en Esther Sels het kerstnummer Oh baby I uit. Eind 2007 bracht ze samen met zangeres Jessy De Smet Getting out uit.
Vanwege haar zwangerschap in 2014 werden de geplande concerten in het Sportpaleis uitgesteld en werd Milk Inc. tijdelijk stopgezet. Na het overlijden van haar dochter in april 2017, laste Milk Inc. een pauze van onbepaalde duur in.
In oktober 2022 keerde Linda, na een afwezigheid van meer dan zes jaar, terug op het podium. Ze trad voor het eerst weer op een dance-event in Engeland (Blackpool) op, samen met een aantal andere Belgische (dance)artiesten. In de volgende maanden zal ze ook nog vergelijkbare optredens in Noord-Ierland (Belfast) en Spanje (Bigastro en Barcelona) geven.
Op 27 oktober 2023 verscheen Mertens voor het eerst weer aan de zijde van Regi in het Sportpaleisconcert 'The Return'.

### P-Magazine
In 2001 poseerde Mertens tweemaal voor P-Magazine, in 2003 nog een derde keer. In 2007 sierde ze de cover van het blad, in 2008 mocht ze de badpakkenspecial van P-Magazine openen.

### Meterschap
In 2008 aanvaardde Mertens het meterschap over de Vzw Poezenopvang Cat Shelter Limburg.

### Televisie
Mertens is af en toe op televisie in oude clipjes te zien in het tv-programma Regi's world. Vanaf 9 november 2012 was ze een van de deelnemers tijdens het vijfde seizoen van Sterren op de Dansvloer. In 2024 zong ze verkleed als 'Medusa' in het tv-programma The Masked Singer.

## Discografie

### Solo
| Single met hitnotering(en) in de Vlaamse Ultratop 50 | Datum van verschijnen | Datum van binnenkomst | Hoogste positie | Aantal weken | Opmerkingen       |
| ---------------------------------------------------- | --------------------- | --------------------- | --------------- | ------------ | ----------------- |
| Getting out                                          | 2007                  | 02-02-2008            | 45              | 2            | met Jessy De Smet |